# Szársomlyó
Le Szársomlyó (hongrois : Szársomlyó [ˈsaːɾʃomjoː]) est un sommet de Hongrie, situé dans le comitat de Baranya, dans le massif de Villány.